# Канцлерское бунгало
Канцлерское бунгало (нем. Kanzlerbungalow) — представительское и жилое здание федерального канцлера ФРГ в Бонне в 1964—1999 годах. Расположено в парке между бывшим зданием Ведомства федерального канцлера, где ныне размещается Федеральное министерство экономического сотрудничества и развития, и Дворцом Шаумбурга, боннской резиденцией федерального канцлера Германии. Канцлерское бунгало в Бонне является ярким примером архитектуры 1960-х годов, впитавшей предшествующие традиции вплоть до 1920-х годов, и с 2001 года находится под охраной государства как памятник архитектуры.

## История
Ещё в бытность министром экономики федеральный канцлер ФРГ Людвиг Эрхард распорядился о строительстве резиденции главы правительства ФРГ, которое должно было стать символом современных взглядов и открытости миру западногерманского государства. Конрад Аденауэр, предшественник Эрхарда на посту федерального канцлера, проживал в собственном доме в Рёндорфе и ежедневно ездил на работу в Бонн. Подготовка проекта резиденции в стиле классического модерна в парке дворца Шаумбурга была поручена другу Эрхарда, архитектору Зепу Руфу, который уже построил ему частный дом. На строительство Канцлерского бунгало в 1963—1966 годах было потрачено около двух миллионов немецких марок.
По замыслу архитектора Канцлерское бунгало из стекла и бетона с плоской крышей должно было производить впечатление невесомости и в плане представляет собой два квадрата со стороной 20 и 24 м, смещённых относительно друг друга и оборудованных атриумами. Больший по размеру квадрат выполнял представительские функции. В нём размещаются вестибюль, зал приёмов, рабочий кабинет, большой зал приёмов, столовая, кухня и семейная столовая, которая ведёт к жилой зоне. Раздвижные стены позволяли создавать внутри различные пространственные комбинации.
Спальные покои канцлера и его супруги в жилом квадрате Канцлерского бунгало являются зеркальным отражением друг друга и располагают гардеробной, рабочей зоной, спальной и ванной комнатами. Они располагаются в U-образной форме вокруг атриума с бассейном. Кроме того, в жилом квадрате также размещены три комнаты для курьеров, чайная комната, две гостевых комнаты, частная гостиная и комната отдыха в переходе к кухне.
В целях усиления мер безопасности в 1977 году терраса Канцлерского бунгало была защищена пуленепробиваемым стеклом. Для Канцлерского бунгало в соответствии с духом времени были использованы качественные и простые материалы. Полы и террасы покрыты травертином, потолок оформлен бразильской сосной. Интерьеры Канцлерского бунгало менялись в соответствии со вкусами его обитателей.
Федеральные канцлеры оценивали Канцлерское бунгало по-разному. Федеральный канцлер Аденауэр якобы сказал, что архитектору, построившему Канцлерское бунгало, нужно дать десять лет. Заказчик проекта и первый хозяин Канцлерского бунгало Эрхард остался им доволен. Его преемнику Кизингеру недоставало уюта, и по его распоряжению в Канцлерском бунгало появились предметы средневекового искусства и стильная мебель. Вилли Брандт остался жить на своей служебной вилле, предоставленной ему как министру иностранных дел, и пользовался Канцлерским бунгало только для представительских целей. Гельмут Шмидт прожил в Канцлерском бунгало восемь лет. За личное пользование Канцлерским бунгало федеральные канцлеры уплачивали арендную плату.
Дольше всех — более 16 лет — в Канцлерском бунгало прожил Гельмут Коль, который считал его абсурдным сооружением в качестве жилья для федерального канцлера, поскольку жилая зона была маленькой и недостаточно комфортабельной. Коль обустроил Канцлерское бунгало на свой вкус: обтянул стены шёлком, оборудовал на потолке столовой «звёздное небо» из галогеновых ламп и положил большой персидский ковёр. Сменивший его на посту федерального канцлера Герхард Шрёдер в связи с переводом столицы в Берлин въезжать в Канцлерское бунгало не стал. До переезда правительства в Берлин в жилой части Канцлерского бунгало по-прежнему проживал Коль, а Шрёдер изредка пользовался представительской зоной.
После переезда Федерального правительства в Берлин в 1999 году здание пустует. Вторая резиденция федерального канцлера Ангелы Меркель находится во Дворце Шаумбурга. В конце 2005 года в боннское здание Ведомства федерального канцлера по соседству с Канцлерским бунгало въехало Министерство экономического сотрудничества и развития. В 2007—2009 годах Канцлерское бунгало было отремонтировано. Боннский музей «Дом истории» проводит в нём групповые экскурсии. Канцлерское бунгало также используется для проведения конференций, лекций и концертов.
В так называемом «Канцлерском саду» при новом Ведомстве федерального канцлера Германии в Берлине также предусматривалось строительство резиденции канцлера, но по финансовым обстоятельством от этого проекта было решено отказаться. На верхнем этаже центрального корпуса Ведомства для федерального канцлера оборудована небольшая квартира. Герхард Шрёдер пользовался ею только в рабочие дни. Ангела Меркель продолжает жить в своей квартире в берлинском районе Митте.